# Braune Erdeule

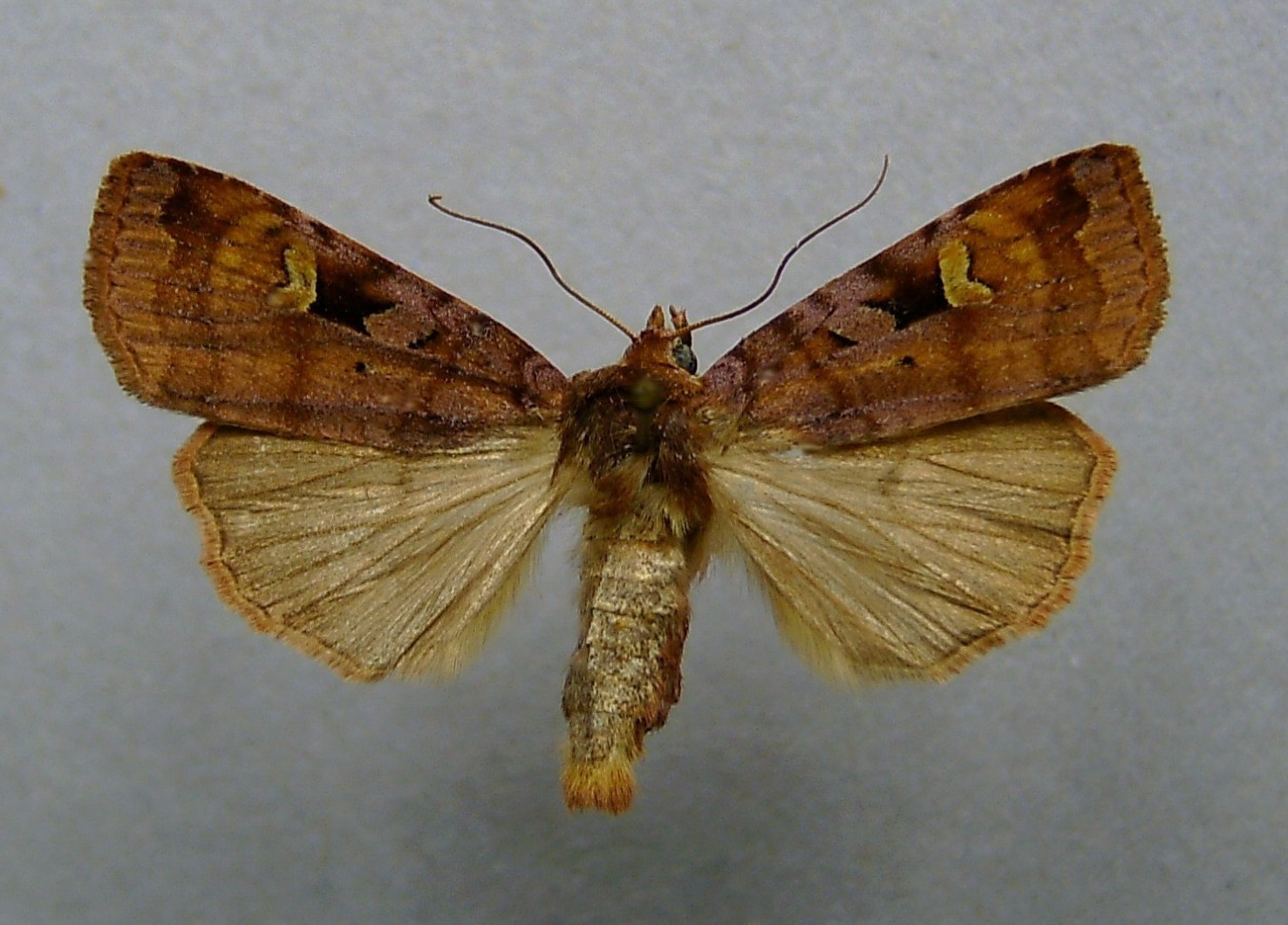
Präparat einer Braunen Erdeule

Die Braune Erdeule (Diarsia brunnea), auch Braune Staudenflureule oder Rotgefranste Erdeule genannt, ist ein Schmetterling (Nachtfalter) aus der Familie der Eulenfalter (Noctuidae).

## Merkmale

### Falter
Die Falter erreichen eine Flügelspannweite von 36 bis 45 Millimetern. Bezüglich der farblichen Ausgestaltung zeigen sie keine große Variabilität. Die Vorderflügel sind kräftig rotbraun gefärbt und teilweise mit einem violetten Überzug versehen. Zwischen Ring- und Nierenmakel befindet sich ein großer schwarzer Fleck. Während die Ringmakel in der Grundfarbe erscheinen, zeigen die Nierenmakel oftmals gelbliche Tönungen. Zu kleinen  schwarzen Punkten sind die Zapfenmakel reduziert. Quer- und Wellenlinien haben meist eine undeutliche Ausbildung. Das Saumfeld ist leicht aufgehellt. Die Hinterflügel sind zeichnungslos hell braungrau.

### Ei, Raupe, Puppe
Das Ei ist kugelig, an der Basis abgeflacht, dünn gerippt und aschgrau gefärbt. Die Raupen sind dunkelbraun getönt, haben weißlich gefärbte Rücken-, Nebenrücken- und Seitenlinien sowie dunkle Schrägstriche. Am elften Segment befindet sich ein charakteristischer, dicker, gelbweißer Strich quer über dem Rücken. Die rotbraune Puppe ist durch zwei längere, gekrümmte und vier kürzere Dornen am Kremaster gekennzeichnet.

### Ähnliche Arten
Eine gewisse Ähnlichkeit besteht zur Primel-Erdeule (Diarsia mendica), bei der jedoch gelbbraune oder helle rotbraune Farbtönungen vorherrschen. Die Wegerich-Erdeule (Diarsia rubi), die Moorwiesen-Erdeule (Diarsia dahlii) sowie Diarsia florida und Diarsia guadarramensis sind sämtlich weniger kontrastreich gezeichnet, ihnen fehlen violette Tönungen und die Falter sind kleiner.

## Geographische Verbreitung und Lebensraum
Die Art kommt in nahezu ganz Europa vor. Richtung Osten reicht die Verbreitung bis Zentral- und Südchina sowie nach Japan. Ostasiatische Individuen gehören zur ssp. urupina. Die Primel-Erdeule bewohnt vorzugsweise Laub-, Misch- und Nadelwälder, Heidegebiete, Hochmoore sowie Parklandschaften.

## Lebensweise
Die nachtaktiven Falter fliegen hauptsächlich von Juni bis August in einer Generation im Jahr. Sie besuchen künstliche Lichtquellen sowie Köder, gelegentlich auch die Blüten der Gewöhnlichen Traubenkirsche (Prunus padus), der Flatter-Binse (Juncus effusus) oder des Zwerg-Holunders (Sambucus ebulus).
Die Raupen sind ab September zu finden. Sie ernähren sich von verschiedensten Pflanzen, beispielsweise von:
- Männerfarn (Dryopteris filix-mas).
- Wald-Hainsimse (Luzula sylvatica),
- Draht-Schmiele (Deschampsia flexuosa),
- Wald-Zwenke (Brachypodium sylvaticum),
- Heidelbeere (Vaccinium myrtillus),
- Rauschbeere (Vaccinium uliginosum),
- Schlehdorn (Prunus spinosa),
- Primeln (Primula) sowie von

Himbeer- (Rubus), Brennnessel- (Urtica), Weiden- (Salix), Birken- (Betula), Ampfer- (Rumex) und Sternmierenarten (Stellaria).
Sie überwintern und verpuppen sich im Mai des folgenden Jahres in einer Erdhöhle.

## Gefährdung
Die Braune Erdeule kommt in Deutschland in allen Bundesländern zuweilen zahlreich vor und wird auf der Roten Liste gefährdeter Arten als nicht gefährdet geführt.